# 터빈 임계속도
터빈 임계속도에 대해 설명한다.
회전날개를 포함한 로터 전체의 고유진동수와 회전 속도에 따른 진동수가 일치하여 공진이 발생되는 지점의 회전속도를 임계속도라 한다. 터빈속도가 변화될 때 임계속도에 도달하면 공진의 발생으로 진동이 급격히 증가한다. 터빈 운전 시에는 임계속도를 단시간에 통과시켜야만 로터의 손상을 최소화할 수 있다. 안정된 운전을 위하여 임계속도 범위는 정격속도에서 상하 15~20% 이상 이격시킨다.